# Zach Parise
Zach Parise, właśc. Zachary Justin Parise (ur. 28 lipca 1984 w Minneapolis) – amerykański hokeista, reprezentant USA, dwukrotny olimpijczyk.
Jego ojciec J.P. Parisé (ur. 1941) był kanadyjskiem hokeistą oraz trenerem hokejowym. Brat Jordan (ur. 1982) został bramkarzem hokejowym.

## Kariera
- Shattuck St. Mary's Midget Prep (2000–2002)
- University of North Dakota (2002–2004)
- Albany River Rats (2004–2005)
- New Jersey Devils (2005–2012)
- Minnesota Wild (2012–)

Wychowanek Jefferson Hockey Squirts. 4 lipca 2012 jako wolny zawodnik podpisał trzynastoletni kontrakt z klubem Minnesota Wild, analogicznie jak Ryan Suter. W lipcu 2021 ogłoszono, że kontrakty obu zostały wykupione przez klub w wymiarze czterech pozostałych lat i obaj stali się wolnymi zawodnikami.
Uczestniczył w turniejach mistrzostw świata 2005, 2007, 2008, zimowych igrzysk olimpijskich 2010, 2014, Pucharu Świata 2016.

## Sukcesy
Reprezentacyjne
- Złoty medal mistrzostw świata juniorów do lat 18: 2002
- Złoty medal mistrzostw świata juniorów do lat 20: 2004
- Srebrny medal zimowych igrzysk olimpijskich: 2010

Indywidualne
- Mistrzostwa świata juniorów do lat 20 w 2004:
  - Pierwsze miejsce w klasyfikacji asystentów turnieju: 6 asyst
  - Drużyna Gwiazd turnieju
  - Najlepszy napastnik turnieju
  - Najbardziej Wartościowy Zawodnik (MVP) turnieju
- Mistrzostwa Świata w Hokeju na Lodzie 2008/Elita:
  - Jeden z trzech najlepszych zawodników reprezentacji
- NHL (2008/2009):
  - NHL All-Star Game
- Hokej na lodzie na Zimowych Igrzyskach Olimpijskich 2010:
  - Drużyna Gwiazd turnieju
- NHL (2011/2012):
  - Pierwsze miejsce w klasyfikacji strzelców turnieju w fazie play-off: 8 goli